# マジック・イン・ムーンライト
『マジック・イン・ムーンライト』（原題: Magic in the Moonlight）は、2014年にアメリカ合衆国とフランスで製作されたロマンティック・コメディ映画である。監督・脚本はウディ・アレン、主演はコリン・ファースとエマ・ストーンが務める。

## あらすじ
1928年、世界的に有名なマジシャン、ウェイ・リング・ソーはベルリンの観衆の前で見事なマジックを披露していた。彼の本名はスタンリーで、イギリス人である。スタンリーは使用人たちを叱ることが習慣になっており、スタッフに対しても無愛想だった。楽屋でスタンリーは、旧友のマジシャン、ハワード・バーカンに話しかけられる。ハワードは一緒にコート・ダジュールに行かないかと誘ってきた。コート・ダシュールにいるアメリカ人のキャトリッジ家がソフィー・ベイカーという霊能力者に振り回されているという。キャトリッジ家の子息、ブライスがソフィーの虜になってしまい、ブライスの姉のキャロラインと義兄のジョージはブライスがソフィーにプロポーズしようとしているのではないかと思っているという。ハワードは「自分ではソフィーのインチキを暴くことができなかった。それどころか、見れば見るほど彼女の霊能力は本物なのではないかと思えてきた。だから、かつてインチキ霊能力者のトリックを見破ったことのある君にソフィーがペテン師だと証明するのを手伝ってもらいたい。」とスタンリーに頼んだ。そこで、スタンリーはハワードと共にコート・ダシュールへ赴くことにした。

## キャスト
※括弧内は日本語吹替
- スタンリー・クロフォード - コリン・ファース（森田順平）
- ソフィ・ベイカー - エマ・ストーン（志田有彩）
- ハワード・バーカン - サイモン・マクバーニー（宮崎敦吉）
- ブライス - ハミッシュ・リンクレイター（中尾一貴）
- ベイカー夫人 - マーシャ・ゲイ・ハーデン（槇原千夏）
- グレース - ジャッキー・ウィーヴァー（宮沢きよこ）
- キャロライン - エリカ・リーセン
- ヴァネッサおばさん - アイリーン・アトキンス（有川知江）
- 医師 - リオネル・アベランスキ

## 公開
本作は2014年7月25日に公開されることが決まっていた。2013年10月17日には、フィルムネイション・エンターテインメントが本作の全世界配給権を獲得したとの報道があった。そして、本作の北米での配給権をソニー・ピクチャーズ クラシックスが購入した。本作は予定通りに、2014年7月25日にアメリカ17館で限定公開された。 同年8月15日より、アメリカでの拡大規模が拡大され始めた。

## 興行収入
本作は2014年7月25日に、北米17館で限定公開され、41万2095ドルを稼ぎ出した（1館当たり2万4241ドル）。同年8月15日には北米964館にまで拡大公開され、週末に178万ドルを稼ぎ出した。最終的に、北米では1053万ドル余りを稼ぎ出した。
海外では1627万ドルを稼ぎ出し、全世界での興行収入は2681万ドルとなった。ここ10年のウディ・アレン監督作としては2007年に公開された『ウディ・アレンの夢と犯罪』（2265万ドル）に次ぐ低い数字となった。

## 評価
本作に対する批評家の評価は賛否両論となっている。主演を務めたコリン・ファースの演技は称賛されているが、ウディ・アレンの脚本が陳腐だと批判されている。映画批評集積サイトのRotten Tomatoesには154件のレビューがあり、批評家支持率は51%、平均点は10点満点で5.8点となっている。サイト側による批評家の意見の要約は「失敗作とは言えないが、『マジック・イン・ムーンライト』は軽薄すぎてウディ・アレン監督の傑作だと評することはできない。」となっている。また、Metacriticには40件のレビューがあり、加重平均値は54/100となっている。
ニューヨーク・オブザーバーのレックス・リードは本作を大いに賞賛して「魅力的な作品だ。」と述べている。フィルム・ドットコムのジョーダン・ホフマンは「この映画はウディ・アレンの代表作と言えるほどではない。しかし、時間をかけて鑑賞し、敬意を払う価値は十分にある。」と述べている。
ヴァニティ・フェアのリチャード・ローソンはエマ・ストーンの演技を批判して、「エマ・ストーンのセリフの表現では、1920年代後半が舞台だという説得力を持たせることができていない。あまりにも現代的な演技である。他の多くの名優たちのように、エマ・ストーンもウディ・アレンの気取っていて、堅苦しい韻律を表現するのに苦労している。」と評している。また、コリン・ファース（撮影当時53歳）とエマ・ストーン（撮影当時25歳）の年齢差が、本作を「やけに甘ったるく」しているとも批判している。
カトリック・ニュース・エージェンシーのカール・コズロウスキはコリン・ファースの神に対する懐疑主義が無神論的なウディ・アレンの世界観にとてもよく合っていると述べている。